# Universidad de la prefectura de Kumamoto
Universidad Prefectural de Kumamoto (熊本県 立 大学 Kumamoto Kenritsu daigaku?) es una universidad pública en la ciudad de Kumamoto, Kumamoto, Japón. La institución antecesora de la escuela fue fundada en 1947. La población escolar es de aproximadamente 2.200 estudiantes y 100 profesores.